# Бохлін (Західнопоморське воєводство)
Бохлін (пол. Bochlin, нім. Rehhagen) — село в Польщі, у гміні Новоґард Голеньовського повіту Західнопоморського воєводства.
Населення — 32 особи (2011).
У 1975-1998 роках село належало до Щецинського воєводства.

## Демографія
Демографічна структура станом на 31 березня 2011 року:
|          | Загалом | Допрацездатний вік | Працездатний вік | Постпрацездатний вік |
| -------- | ------- | ------------------ | ---------------- | -------------------- |
| Чоловіки | 18      | 7                  | 11               | 0                    |
| Жінки    | 14      | 4                  | 9                | 1                    |
| Разом    | 32      | 11                 | 20               | 1                    |